# Jules (film)
Jules è un film del 2023 diretto da Marc Turtletaub.

## Trama
Milton vive una vita tranquilla di routine in una piccola città della Pennsylvania occidentale. La sua quotidianità viene però sconvolta quando un UFO e il suo passeggero extraterrestre si schiantano nel suo cortile. In breve tempo, Milton sviluppa una stretta relazione con l'extraterrestre, che chiama Jules. Le cose si complicano quando due vicini scoprono Jules e il governo rapidamente si interessa a lui.

## Produzione
Le riprese del film, iniziate il 10 settembre 2021, si sono svolte interamente nel New Jersey, tra Boonton e Chatham.

## Promozione
Il primo trailer del film è stato diffuso il 10 luglio 2023.

## Distribuzione
Il film è stato presentato al Sonoma International Film Festival il 22 marzo 2023 e distribuito nelle sale cinematografiche statunitensi a partire dall'11 agosto 2023.

### Divieti
Negli Stati Uniti il film è stato vietato ai minori di 13 anni non accompagnati da adulti per la presenza di "linguaggio scurrile".

## Riconoscimenti
- 2023 - Sonoma International Film Festival[7]
  - SIFF Audience Awards
- 2024 - Saturn Award[8]
  - Candidatura al miglior attore a Ben Kingsley
  - Candidatura alla miglior attrice non protagonista a Jane Curtin
  - Candidatura al miglior film indipendente